# Laevilacunaria
Laevilacunaria is een geslacht van weekdieren uit de klasse van de Gastropoda (slakken).

## Soorten
- Laevilacunaria bennetti (Preston, 1916)
- Laevilacunaria pumilio (E. A. Smith, 1875)